# New Century Global Centre
Il New Century Global Centre (in cinese 新世纪环球中心, in italiano: Centro globale del nuovo secolo) è una struttura polifunzionale situata nella città di Chengdu, in Cina, inaugurata il 1º luglio 2013.
L'edificio ha una lunghezza di 500 m, una larghezza di 400 m e un'altezza di 100 m, e al 2019 è l'edificio più grande al mondo per volume (20 milioni di m3). Per avere un raffronto, l'edificio del Pentagono a Washington ha un volume di 2,74 milioni di m3, circa sette volte inferiore.
In precedenza l'edificio più grande al mondo per volume era lo stabilimento Boeing di Everett, uno stabilimento aeronautico della Boeing nei pressi di Seattle, con un volume di 13,4 milioni di m3. Esso rimane invece il più grande al mondo per superficie coperta (399.480 m2 contro 200.000 del New Century Global Center).

## Attività
All'interno dell'edificio trovano collocazione un grande centro commerciale, negozi, uffici, un albergo, ristoranti e cinema. È a disposizione degli ospiti anche un parco acquatico.
L'area destinata al commercio al minuto occupa, nei vari piani, circa 400.000 metri quadrati.
La struttura si trova di fronte al Centro per l'arte contemporanea di Chengdu, progettato dall'architetto Zaha Hadid.

### Il parco acquatico
Il parco acquatico è caratterizzato da una spiaggia artificiale di 5.000 metri quadrati che si affaccia su una piscina di acqua salata. È stato anche ricreato un villaggio in stile mediterraneo.